# Souli (Gemeinde)
Souli (griechisch Σούλι (n. sg.)) ist eine griechische Gemeinde in der Region Epirus. Verwaltungssitz der Gemeinde ist die Kleinstadt Paramythia.

## Verwaltungsgliederung
Mit der Umsetzung der Verwaltungsreform nach dem Kallikratis-Programm zum 1. Januar 2011 wurde die Gemeinde Souli aus den beiden Gemeinden Paramythia, Acherondas und der Landgemeinden Souli gebildet. Diese haben seither Gemeindebezirksstatus.
| Gemeindebezirk | griechischer Name           | Code   | Fläche (km²) | Einwohner 2001 | Einwohner 2011 | Stadtbezirk / Ortsgemeinschaften (Δημοτική /Τοπική Κοινότητα) | Lage |
| -------------- | --------------------------- | ------ | ------------ | -------------- | -------------- | --- | ---- |
| Paramythia     | Δημοτική Ενότητα Παραμυθίας | 200201 | 342,5        | 7859           | 7459           | Paramythia, Agia Kyriaki, Ambelia, Grika, Elataria, Zervochori, Kallithea, Karvounari, Karioti, Krystallopigi, Neochori, Xirolofos, Pangrates, Pende Ekklisies, Petousi, Petrvitsa, Plakoti, Polydroso, Prodromi, Saloniki, Servasto, Chrysavgi, Psaka |      |
| Acherondas     | Δημοτική Ενότητα Αχέροντα   | 200202 | 066,479      | 2344           | 2146           | Gardiki, Glyki, Skandalo, Choika |      |
| Souli          | Δημοτική Ενότητα Σουλίου    | 200203 | 093,198      | 0748           | 0458           | Avlotopos, Koukoulii, Samonida, Tsangari, Frosyni |      |
| Gesamt         | Gesamt                      | 2002   | 502,177      | 10.951         | 10.063         | |      |